# 謝元順
謝元順（1474年—？），字德和，浙江紹興府會稽縣人，明朝政治人物。

## 生平
浙江鄉試第六名舉人。正德十二年（1517年）丁丑科會試三百二名，廷试三甲一百八十三名進士。刑部观政，授行人司行人，升工部员外郎，官至工部郎中。

## 家族
曾祖父謝澤，曾任通政使司通政使；祖父謝弁，曾任禮部郎中；父親謝三吾。母章氏。严侍下。